# Longwy la Nuit
 (août 2013).
Si vous disposez d'ouvrages ou d'articles de référence ou si vous connaissez des sites web de qualité traitant du thème abordé ici, merci de compléter l'article en donnant les références utiles à sa vérifiabilité et en les liant à la section « Notes et références ».
Les Nuits de Longwy ou Longwy la Nuit est un festival musical organisé dans la ville française de Longwy, dans le département de Meurthe-et-Moselle.

## Programmations
| Édition | Année | Artistes présents |
| ------- | ----- | --- |
| 5       | 1995  | DSK Groove, Les Chats Maigres, Tag Raï, Illico Presto, Los Nullos, Songalo Coulibaly, Maiden Voyage, Good All Boys, Piccolo, Gifts from the Gods, Horace Tascott, Dalla Negra, Blue Bridge, Los Pampas, S. Schembri & C. Brière, Malassi, Flamenco Kids, Chorale Classique de Pitesi                                  |
| 6       | 1996  | Nattingas, Wendling and the Honky Cats Wester, Mej Trio, Abracadabra Raï, Superskunk, Bill Thomas, Southpaws, Gomma Percussions, Charlie Mac Coy, Nazarene Vania, Sinfonietta de Lorraine, Last Prophecy, Ricky Ford, Karine Ansen, French Kiss, Tam Echo, Sonoc de Las Tunas                                         |
| 7       | 1997  | Flamenco Kids, Kwyjibo, Kalimandjaro, Lauria H, Bahia Des Asis, E.V., Tacabanda, 2 Hot 4 U, Philippe Clément & Michel Dailly, Wanda Jackson, Six Roland Hanna Trio, Sxcuse, Les Tambours du Bronx, Vicky Layne, Mons-If, Sing Sing Quator Vocal, Alien Spirit, Docteur Swing                                          |
| 8       | 1998  | Black Narcissus, Loris Binot 7tet, Pierre Hanot, Varga, Albert Meslay, Ludovic Michel & Isabel Sajot, Vicky Layne & Charlie McCoy, René Nèse 4tet & Carlo Actis Dato, Santos Chillemi, Tex-O & Rebelizers, La bête a bon dos, Minelli Sound System, Notorious, MAM, Bandarico, James Haouzi & Buffet Froid, Larytmica |
| 9       | 1999  | Fanchon, Pat-O-May, Avenir Musical de Saulnes, Sonoc de las Tunas, Gargouilles, Big Band de Nagold, Irishtambul, Les Fous Gueux, Do it, Meaulnes, Orange Blossom, Abdou Day, Trio Stanislas, Castafiore Bazooka, Jumble, Miguel M. & BB, Kabal, Phil Abraham, T-Boys                                                  |
| 10      | 2000  | Badaboum, Tonynara, Les amis d'ta femme, Suzy et les Castors, Flavio Bedini, Paolo Radoni, Berthet, Quatuor Rondo, Babylon Circus, Ray Gomez, La Tuna de la Almunia, Le Cri du Cru, Marousse, Chris Spedding, Marie Hélène Fery, Baobab, Rakoto                                                                       |
| 11      | 2001  | Les Brankignols, Bubble Rock, Jo Staline, Realizers, HP-N-Co, Red Cardell, Emil 13, Ange, Trio Classique de Nancy, Touré-Touré, Osmosis, Léa, Nzella, Macz de Carpate, Lobo & Mie, Yemana la Banda |
| 12      | 2002  | Groovy "D", Fancho, The Franck Ash Band, La Varda, Kader Fahem, Les peaux de Vaches, Catia Werneck, Lionel Trouy, The Silencers, De Barallon, Trio Gaieté Lyrique, Conscience Tranquille, Padam, Toma Sidibé, Mac G Band                                                                                              |
| 13      | 2003  | Thibaut, Capt'ain Mercier, La Jam Session, Akacombe, Zach Prather's, Legalizik, Quatuor Alliance, As de trèfle, Sonia Cat Berro, Marcello, Liane Edwards, Les Druides Saumones, Mirror Field |
| 14      | 2004  | Célia et les Pirates, Kaophonic Tribu, Présumés coupables, Mell, Country Cooking, Ian McCamy & The Celtics Rellers, Michael Sadanowski, Living Soul, Tempo Forte, Tony Coleman, Trio Freylekh, So Kalmery, Hocus Pocus, Ventilator                                                                                    |
| 15      | 2005  | Amulette, Quatuor Efilmero, Quatuor d'accordéons de Metz classique, Nojazz & FrogNstein, JC Harrisson & Appaloosa, Los Tres Puntos, Positive Roots Band, Hakalagea, Arthur Neilson, Vaguement la Jungle, David Laforeen & Les Mystérieux Chewing-gums électriques, N'Java, Percos Latteurs                            |
| 16      | 2006  | Kwyjibo, La Vieille École, Doodlins, La Blanche, Miguel M, La Casa Bancale, Zmiya, Marie Dazzler, Mypollux |
| 17      | 2007  | CharlÉlie Couture, Big Rock, The Spangles, Boney Fields & The Bone's Project, Pierre Bastien, La Rumeur, Alter Natives Kartet, Le Fogny, Niwver |
| 18      | 2008  | Bubble Rock, Frognstein, Pierre Boespflug, Cascadeur, Chapelier Fou, Alex Toucourt, Christophe Aleveque, Alice s'émerveille, Barbara Carlotti, La place du kif, Lisa Doby, Paul Camilleri, compagnie Oposito |
| 19      | 2009  | Echo Lali, François Jeanneau, Orchestra Ceiba, SJ Tango Shaker, La Bestiole, Jil Caplan, Demago, Piero Moioli, Dom Colme, Carl Wayatt, NZZ Blues |
| 20      | 2010  | Roger Cactus, Black Narcissus, Positive Roots Band, Cécile Hercule, Mickey 3D, Brigitte, Lussi in the Sky, Branks, Flying Orkestar, Planche à laver |
| 21      | 2011  | Weepers Circus, Variété Brass Ensemble Buzy, Clarys, La Bestiole, Morik, Son Del Salon, La Fanfare Couche Tard, André Mergenthaler, Parade, Sly Johnson, Djazia Satour, Pierpoljak |
| 22      | 2012  | Les Frères Casquette, Kader Fahem, Laura Cahen, Emzel Café, AUD, Mountain Men, Blankass, Blackfeet Revolution, GiedRé, The Yupps, Mickaël Miro, Sterpi et Que Du Bonheur, DJ Ganesha |
| 23      | 2013  | Bouskidou, Orchestre EML, Karpatt, Mell, Lata Gouveia, Thomas Schoeffler, Alex Toucourt, Axel Bauer, Blondstone, Féfé, Ian Parker, Laura Cahen, Magic Dub Skatalog All Star, Urban Warrior, Le Plus Petit Espace Possible, Funambus, No_oNe                                                                           |
| 24      | 2014  | Puggy, Fatals Picards, R.I.C., Tournée Générale, Daniela Kruger Band, They Call Me Rico, Fergessen, Panorama 08, Stranglers, Siliconcarne, Flamenca, Vecchi e Brutti, etc. |